# Броневицкий, Пётр Семёнович
Пётр Семёнович Броневи́цкий (16 января 1891, Слуцк, Минская губерния — 4 апреля 1949, Ленинград) — советский военно-морской деятель, генерал-майор береговой службы, военный педагог,  начальник Высшего военно-морского Краснознаменного училища имени М. В. Фрунзе (1939).

## Биография
Пётр Семёнович Броневи́цкий (Броновицкий) родился 16 января 1891 году в городе Слуцке, предместье Острова, Минской губернии. Отец - Семён Васильевич Броновицкий, происходил из старинной польско-белорусской шляхты рода Броновицких  герба Кораб  (хотя в биосправке генерал-майор значился русским). Во времена Российской империи большая часть рода была переведена в податные сословия крестьян и мещан. В официальных советских биографиях П. С. Броневицкого указывалось рабочее происхождение и то, что его отец был рабочим, работавшим затем на заводе. У Петра Семёновича было шесть братьев и одна сестра. Окончил 3 класса церковно-приходской школы. В 1906—1911 гг. работал сначала в Бобруйске, потом в Слуцке «с мальчиков у кустарных мастеровых, чернорабочим на разных работах, кочегаром и помощником машиниста в шоссейном ведомстве» на паровой машине по трамбовке шоссе. В 1910 году окончил в Слуцке ремесленную школу по специальности слесарь-машинист. Оказался на Фабрике Высоцкого в Петербурге. Вскоре, достигнув 21-летнего возраста, был призван на основе всеобщей воинской повинности. Имел знания в английском языке, что впоследствии пригодилось ему при аресте в Ливерпуле.

## Состав семьи
- Жена — Мария Александровна Броневицкая (1904—1985), из купеческой семьи, старший счетовод, с 1944 по 1945 год работала в секретном отделе Учебного отряда Северного флота, по месту службы мужа.
- Старший сын — Анатолий Петрович Броневицкий (1928—1985), военный моряк, капитан первого ранга, кандидат военно-морских наук, доцент, старший преподаватель кафедры истории военного искусства в Высшем военно-морском училище имени М. В. Фрунзе, член КПСС, судья республиканской категории ДОСААФ СССР, спортивный судья первой категории по гребно-парусному спорту, член ВЦСПС, ЦВМБ, Всесоюзного общества «Знание». Его жена — Зинаида Петровна Броневицкая (1936—2014), житель блокадного Ленинграда, работала на заводе № 470, потом в КЖОИ.
- Младший сын — Борис Петрович Броневицкий (1944-2020), служил, член ВЛКСМ, рабочий.
- Внук — Вадим Анатольевич Броневицкий (1970—1999), предприниматель.
- Правнук — Ярослав Вадимович Броневицкий (род. 1996), старший прапорщик внутренней службы, госслужащий, депутат, педагог и общественный деятель, член основного Экспертного совета Молодёжного парламента при Государственной Думе по образованию, науке и патриотическому воспитанию и руководитель молодёжного объединения «Вектор Города».
- Старший брат — Николай Семёнович Броневицкий (1881—1946), служил, машинист паровых машин по ремонту и постройке шоссе и дорог, ветеран труда. Сын  — Броневицкий Александр Николаевич (1921—19??), военный моряк, капитан первого ранга.
- Средний брат — Михаил Семёнович Броневицкий (1888—1954), старший унтер-офицер РИА, полковник административной службы, член ВКП(б), начальник боепитания Высшего военно-морского училище имени М. В. Фрунзе. Его жена — Надежда Алексеевна Броневицкая (1890—1966), сын — Леонид Михайлович Броневицкий (1928—1998), военный моряк, капитан первого ранга, доцент, преподаватель,  заместитель начальника училища по военно-морской подготовке, начальник военно-морской кафедры ЛВИМУ имени адмирала С.О. Макарова. Правнук — Сергей Леонидович Броневицкий, военный моряк, подводник, капитан третьего ранга.
- Младший брат — Александр Семёнович Броневицкий (1899—1972), военный моряк, инженер-капитан первого ранга, начальник 4 отделения 5 отдела АУ ВМФ. Его жена — Эрика Карловна Броневицкая (1908—1992), певица, выступала в Ленинградской капелле. Старший сын Александр Броневицкий (1931—1988), советский композитор и хоровой дирижёр, был женат на известной советской и российской эстрадной певице Эдите Пьехе. Младший сын Броневицкий, Евгений Александрович (род. 1945) — советский и российский музыкант.
- Внучка младшего брата — Броневицкая, Илона Александровна (род. 1961), советская и российская эстрадная певица, актриса, теле- и радиоведущая.
- Правнук младшего брата — Пьеха, Станислав Пятрасович (род. 1980), российский певец и поэт.
- Сестра — Юлия Семёновна Броневицкая (1884—19??), служащая, медсестра, ветеран труда.
- Младший брат — Владимир Семёнович Броневицкий (18??—19??), служил, инженер-электроник. Его жена — Елизавета Броневицкая.

## Карьера
- 1912—1913 годы — матрос, окончил курс учебной команды строевых унтер-офицеров и стал унтер-офицером Гвардейского флотского экипажа в Санкт-Петербурге.
- 1913—1914 годы — машинист императорской яхты «Штандарт» Балтийского флота.
- 1914—1916 годы — участник Первой мировой войны. Пробыл на фронтах 19 месяцев с Батальоном гвардейского экипажа, рядовой (полевая разведка) в Польше, Галиции и под Двинском. За отличия в боях против неприятеля был награждён Георгиевским солдатским крестом IV-й степени. В Польше был ранен в шею. После 3-х месячного лечения вторично был направлен на фронт (ноябрь 1914 — февраль 1916).
- 1916—1918 годы — Отозван с фронта под Варшавой. Командирован во Владивосток в Отдельный отряд судов особого назначения, машинист крейсера «Варяг» (февраля 1916 — март 1917). Переход из Владивостока в порт Александровск (ныне г. Полярный), маршрут: Владивосток — Гонконг — Сингапур — Коломбо — пересечение экватора — п. Виктория (Сейшельские острова) — Аден — Баб-эль-Мандебский пролив — Красное море — Суэцкий канал — п. Саид — Средиземное море — Ла-Валетта — Тулон — Гибралтарский пролив — пролив Святого Георга — Квинстаун — Глазго — пролив Малый Минч — Сварбак-Минн — Норвежское море — мыс Сеть-Наволок — п. Александровск (18 июня — 17 ноября 1916). Переход на ремонт из Новоромановского рейда (ныне рейд Мурманска) в Ливерпуль (Англия), член судового комитета («Комитет выборных» большевистской ориентации) (25 февраля — 04 марта 1917). Командирован в Америку в составе команды в 300 человек для приема малых кораблей, закупаемых в Америке, машинист тральщика № 45, член объединённого комитета судов, председатель судового комитета тральщиков (апрель — декабрь 1917). Выслан из Америки в составе команды в 500 матросов со всех кораблей, маршрут: Нью-Йорк — Бостон — Ванкувер — Иокогама — Владивосток — Маньчжурия — Петроград (26 декабря 1917 — 11-12 февраля 1918).
- Во время Октябрьской революции будучи командиром сводного отряда участвовал в штурме Зимнего дворца, в захвате городской телеграфной станции и аресте Временного правительства России.
- 1918 год — остался на добровольной службе в красном флоте (краснофлотец), председатель комитета 2-й роты 1-го морского добровольческого отряда Балтийского флота, член ВКП(б) (февраль — ноябрь 1918).
- 1918 год — общим собранием команды избран членом 2-го Городского Районного Совета города Петрограда. Принимал участие в организации I-го коллектива РКП(б) и временно исполнял обязанности секретаря назначенного коллектива (апрель).
- 1918 год — делегат 4-го и 5-го съезда моряков Балтийского флота (май — 26 июня 1918).
- 1918 год — 5-м съездом Моряков Балтфлота был избран членом Чрезвычайного Суда над восставшими моряками Минной дивизии в Петрограде.
- 1918 год — член Всероссийской коммунистической партии (большевиков) (сентябрь 1918).
- 1918 год — Морской Секцией при 2-м Городском Райкоме был назначен Комиссаром Учебного Отряда Подводного Плавания (октябрь 1918).
- 1918—1920 годы —  комиссар Учебного Отряда Подводного Плавания.

В годы Гражданской войны был комиссаром:
– Группы морских курсантов Учебного отряда подводного плавания и Училища командного состава, принявшей участие в боевых действиях против войск генерала Н. Н. Юденича (май – июнь 1919; 18 октября – 10 ноября 1919);
– В распоряжении Политотдела Балтийского флота (март – апрель 1920);
– Обороны Азовского моря (май — июль 1920);
– Заместитель председателя Президиума Мариупольского Революционного комитета (июль — октябрь 1920);
При отступлении Красных войск и уходе флотилии из Мариупольского района выехал со Штабом Морских Сил и Политуправлением в Таганрог и Ростов-на-Дону откуда и получил новое назначение.
– Группы батарей Одесского укрепленного района (октябрь 1920 — февраль 1921);
– Западного сектора Чёрного моря в Николаеве (февраль — ноябрь 1921);
– Командирован на I-ю Российскую конференцию коммунистов моряков, созванную Морполитотделом ПУРА (май 1921);
– Главного управления мореплавания Морских Сил Рабоче-Крестьянской Красной Армии и работал в Адмиралтействе гор. Ленинграда (ноябрь 1921 — июль 1922);
– Назначен политическим представителем на конференцию Прибалтийских государств по очищению водных пространств Балтийского моря и Финского залива от минных заграждений для безопасного мореплавания (май 1922);
– Назначен в комиссию под председательством профессора Ю. М. Шокальского  для работы по реорганизации Гидрографии УБеКО, и гидрографических экспедиций, как в центре, так и на местах. Общим собранием членов Р.К.П.(б) Центральных учреждений Моркома избран секретарем объединённого коллектива(по совместительству) (май 1922);
– Командир и комиссар Военно-морской стрелковой школы Учебного отряда Морских сил Балтийского моря, Ораниенбаум (июль 1922 – октябрь 1923);
– Командир и комиссар Школы рулевых сигнальщиков и судовых содержателей Учебного отряда Морских сил Балтийского моря (октябрь 1923 – декабрь 1924);
Автор воспоминаний «Описание быта и условия жизни военного моряка в Гвардейском экипаже дореволюционного времени»; рукопись (14 сентября 1924);
– Командир и комиссар Балтийского флотского экипажа Морских сил Балтийского моря (декабрь 1924 – сентябрь 1925).
- декабрь 1925 — май 1930 годы — окончил Военно-морской факультет Военно-морской академии.
- май — ноябрь 1930 год — старший помощник командира эскадренного миноносца «Войков» Морских сил Балтийского моря.
- ноябрь 1930 — ноябрь 1931 годы — заместитель командира Главного военного порта Морских Сил Балтийского Моря гор. Кронштадта.
- ноябрь 1931—1939 годы — командир и комиссар Учебного отряда подводного плавания ВМС РККА имени С. М. Кирова.
- с 1934 — апрель 1936 годы — депутат Василеостровского Комитета ВКП(б).
- 1934—1940 годы — депутат Ленинградского Совета Рабочих и Красноармейских Депутатов.
- 1936—1937 годы — депутат Свердловского районного Комитета партии, член бюро Свердловского райкома ВКП(б).
- 1939 год — начальник и комиссар Высшего военно-морского училища имени М. В. Фрунзе.
- 1939—1940 годы — в распоряжении Управления по начсоставу ВМФ СССР.
- 1940—1945 годы — командир Учебного отряда Северного флота — комендант Соловецких островов.
- 1945—1948 годы — командир Учебного отряда Военно-Морских Сил в Киеве.
- 1945—1949 годы — депутат Подольского районного совета депутатов трудящихся.
- 1948—1949 годы — на излечении.

В отставке с марта 1949 года, через месяц умер. Похоронен на Серафимовском кладбище в Ленинграде.

Могила Броневицкого на Серафимовском кладбище Санкт-Петербурга.

## Воинские звания
- Унтер-офицер 1-й статьи (1912).
- До 1935 года - категория 12, Командующий флотилией (Флагман 1-го ранга).
- Капитан 1-го ранга (Приказ НКО СССР от 26.11.1935 № 2484).
- Флагман 2-го ранга (Приказ НКВМФ СССР от 28.03.1939 № 0758/п).
- Генерал-майор береговой службы (Постановление СНК СССР от 04.06.1940 № 946 «О присвоении воинских званий высшему начальствующему составу Военно-Морского Флота»).

## Награды
- Георгиевский крест IV-й степени (15.12.1915)
- два ордена Ленина (10.06.1939[1],21.02.1945[1][2])
- два ордена Красного Знамени (03.11.1944[2][3], 24.06.1948[2])
- орден Красной Звезды (31.12.1943)[4]
- медали в том числе:
  - «XX лет Рабоче-Крестьянской Красной Армии» (1938)[1]
  - «За оборону Советского Заполярья» (1945)
  - «За Победу над Германией в Великой Отечественной войне 1941—1945 гг.» (21.07.1945)[5]
  - «В память 300-летия царствования дома Романовых» (1913)
  - «В память 100-летия Отечественной войны 1812» (1912)
- знак Гвардейского экипажа «Кульмский юбилейный знак в память 200-летнего юбилея Гвардейского экипажа» (1912)
- серебряные именные часы (1919)
- золотые именные часы от Наркома ВМФ (Приказ НКО СССР от августа 1935 № 124)
- наградное оружие — пистолет Коровина (23.02.1932)

## Воспоминания
- Из мемуаров Л. А. Власова: «…На нас, начинающих моряков, большое впечатление произвел командир отряда капитан 1-го ранга Петр Семенович Броневицкий — старый моряк русского флота, высокий, статный, с безупречной воинской выправкой. Это он отбирал в экипаже будущих подводников. Его сослуживец по старому флоту — комендант отряда Иван Иванович Грабовский, такой же рослый и подтянутый, любил вспоминать: «Когда мы с Петром Семёновичем служили в гвардейском экипаже, то в роте были замыкающими. Вот какие были раньше моряки!».
- Из мемуаров бывшего матроса крейсера «Варяг» Н. Ф. Попова: «… В тюрьме нас сначала поместили в общие камеры, а позже развели по одиночкам. Во время коротких прогулок в тюремном дворе нам запрещали разговаривать друг с другом. Запугивание продолжалось. Арестованных водили в большой мрачный зал, где тюремщики демонстрировали нам различные орудия пытки. Вскоре такая же учесть постигла и товарищей, оставшихся для охраны „Варяга“. Их так же сняли с крейсера и арестовали. Однако, один из наших товарищей-большевиков Петр Броневицкий избежал ареста (он был у портовых докеров-англичан, рассказывал им об Октябрьской революции, о Ленине). Броневицкий начал кампанию за наше освобождение. В Ливерпуле состоялись рабочие митинги протеста. Затем Броневицкий добился приема у русского консула, стал требовать нашего освобождения и отправки на родину. Советское правительство в Петрограде, куда дошла весть об аресте русских матросов, потребовало вернуть нас на родину. Только через три месяца после заключения нас освободили из тюрьмы…».
- В книге профессора А. А. Киселёва и Ю. Н. Климова «Мурман в дни революции и гражданской войны» (Мурманское книжное издательство 1977 г.) на стр. 21-22 говорится: «… значительная часть матросов Мурмана была сконцентрирована на больших судах, жила в крупных коллективах. В составе экипажей крейсера „Варяг“ и линкора „Чесма“ было по 500—700 человек, более ста матросов насчитывала команда заградителя „Уссури“. Такая концентрация способствовала консолидации матросских масс, выработки их классовой линии, революционных качеств, пробуждению политической сознательности…».И далее: «… Очень наглядное такое размежевание было видно, например, на крейсере „Варяг“, находившемся в Кольском заливе с ноября 1916 года. Значительная часть офицеров „Варяга“ была из титулованных дворян, преимущественно из прибалтийских баронов. Командовал кораблем капитан I-го ранга барон фон Ден I-й, артиллерийскую часть возглавлял барон фон Гессе, ревизорскую—барон фон Таубе. Им противостояли пролетарии и крестьяне в форменках—большевики П. С. Броневицкий, Ф. Н. Сызранкин, революционно настроенные матросы Н. Ядров, Ф. Колегов, А. Малахов, В. Белушкин и др.».
- В найденной рукописи документальной повести Ф. Н. Сызранкина «Одиссея военмора»—бывшего машиниста и руководителя партячейки на крейсере «Варяг» отпечатанной на пишущей машинке уже составляет около 200 листов в которой подробно рассказывается о тяжелой, невыносимой службе матросов на «Варяге» и очень полно показана работа партячейки крейсера в борьбе за демократические права матросов экипажа, в которой самое активное участие принимал Пётр Семёнович Броневицкий.
- Журнал «Техника-молодежи» 1964 г., № 11, Иван Пересветов. «Трижды рожденный» (статья, рисунки автора и В. Брюна), стр. 14-17. «…Пётр Броневицкий служил в 1916 году машинным унтер-офицером на «Варяге». К тому времени это был уже убежденный большевик. Недаром матросы избрали его в феврале 1917 года в судовой комитет крейсера. По возвращении в Россию принимал участие в Октябрьской революции. Большой и славный путь прошел он от матроса до генерал-майора Советской Армии. За участие в Великой Отечественной войне награжден орденами и медалями».
- Горький в годы войны: воспоминания фронтовика - горьковчанина Сергея Ракова. «Школа юнг». «…Кстати, об этом даже узнал комендант Соловецких островов, генерал-майор Петр Семёнович Броневицкий. Он приехал в Савватьево ночью, а я как раз кочегарю. Ну он и объявил мне благодарность. Этот заводик в результате существовал три года».
- Гришанов В. М. - «Все океаны рядом. М.: Воениздат» 1984 г.: «…На Соловках, где размещался учебный отряд, все дышало вековой стариной. Потемневшие от времени деревянные здания монастыря, казалось, хранили много тайн. В этих-то зданиях и разместились классы и кубрики школ учебного отряда. Командир отряда генерал-майор береговой службы П. С. Броневицкий, человек внешне спокойный, но энергичный и настойчивый, не жалевший сил для обучения моряков, приободрил меня. Знакомя с классами и аудиториями, он нарисовал светлые перспективы. И действительно, отряд расширялся, готовя все больше и больше специалистов, в которых нуждались корабли действующего флота».
- «Командира Учебного отряда СФ генерал-майора береговой службы Петра Семеновича Броневицкого все запомнили как энергичного, грамотного, волевого начальника. Он прошёл большой путь моряцкой службы... Его аккуратность, добросовестность, живой пытливый ум и склонность к педагогике обращают на себя внимание начальников» – так о нём писал один из многих воспитанников Школы юнг Учебного отряда СФ.
- Левченко Г. И. Вместе с флотом. Неизвестные мемуары адмирала. — М.: Алгоритм, 2015. «…После выхода с корабля мы направились на площадь, расположенную возле казарм Второго Балтийского экипажа. Между церковью и каналом морских складов порта выстраивались команды. Были выделены специальные группы, которые должны были следовать впереди отрядов и ликвидировать огневые точки, откуда велась стрельбе, а таких точек на протяжении всего перехода было много. Наш отряд двигался по бульвару вдоль Конногвардейской улицы. Командовал сводным отрядом гвардейский унтер-офицер Петр Броневицкий. С ним я был знаком с 1916 года, со времен совместной службы в учебном отряде». «…Наступил рассвет. Наши отряды постепенно собирались на Дворцовой площади перед Зимним дворцом. Были выделены специальные команды для несения караульной службы в служебных помещениях дворца. Корабельным командам было разрешено следовать в свои части. При сборе мы обменивались мнениями обо всех происшедших событиях этой ночи, в которых участвовали вместе со мной товарищи Броневицкий, Черняховский, Петушков, Кучерчук и другие. К сожалению, многих матросов из моего отряда с «Забияки» по фамилиям я уже не помню, прошло много времени».
- Алексей Леонтьев - Юнги с Урала. Пермское книжное издательство, 1980., стр. 23, 27, 28. «…Утром в расположении батальона появился начальник Учебного отряда Северного флота генерал-майор Броневицкий. Это была первая встреча юнг с таким высоким начальством. Состоялся митинг по поводу создания Школы юнг. До этого большинство из нас Броневицкого не видели. Зато слышали о нем много. Мы уже знали: он — выходец из потомственной матросской семьи, награжден многими орденами и медалями, в том числе орденами Ленина и Красной Звезды. После нам, юнгам, встречаться с Петром Семеновичем приходилось часто — не только в праздники, но и в будни. Броневицкий запомнился мне как энергичный, грамотный, волевой командир, не только сам хорошо знающий службу, но и умеющий привить любовь к ней и другим». И далее: Утром того дня Воронов сообщил нам важную новость — командование Учебного отряда и Школы юнг обсуждает сроки принятия юнгами военной присяги. Мнения разделились. Одни считают это преждевременным — возраст юнг непризывной, усматривают в подобном мероприятии нарушение положения о прохождении службы в Военно-Морском Флоте. Другие — наоборот, необходимым, ведь юнги с первых дней пребывания на Соловках в тяжелых условиях выполняют все обязанности срочнослужащих: несут караульную и гарнизонную службу, обеспечивают оборону и охрану военных объектов. Окончательное решение должен был принять генерал-майор Броневицкий, Он сказал: «Школа юнг, входящая в Учебный отряд, находится в пределах оперативной зоны действующего Северного флота. За спиной каждого юнги, как и краснофлотца, старшины- и нас с вами, не только охраняемые военные объекты, но и вся страна, которую он должен защищать умело, мужественно, не щадя своей крови и самой жизни, а это — требования военной присяги. К тому же юнги их в силу сложившихся обстоятельств уже выполняют...» Командир батальона капитан-лейтенант Пчелин и замполит капитан Калинин придерживались такого нее мнения. — Первыми принимать присягу будут «корабельная интеллигенция» — радисты. Готовьтесь, — предупредил старшина. Эта новость облетела не только радистов, но и другие роты. Юнги решение Броневицкого приветствовал!,  ходили именинниками: «Наконец-то и мы станем полноправными воинами». Далее: «…Большой налет вражеской авиации на Архангельск был совершен в ночь на 1 сентября. Во время бомбежки был полностью разрушен лесотехнический институт. Отогнанные зенитной артиллерией вражеские самолеты оставшийся запас бомб сбросили на Соловки. В ряде мест возникли очаги пожаров, но краснофлотцы из Учебного отряда и юнги их быстро ликвидировали. А утром, как ни в чем не бывало, состоялся митинг по поводу начала занятий в Школе юнг. Выступивший на нем начальник гарнизона генерал-майор Броневицкий сказал: — Пусть враг не надеется, что способен помешать нам до конца выполнить приказ командования о подготовке кадров для Военно-Морского Флота. Занятия в школе начинаются точно в назначенный день. Будем строить и учиться, а если потребуется, отражать и атаки врага, откуда бы они ни исходили — с суши, моря или воздуха».

## Память
- Сквер между домами № 6 и № 10 на Вёсельной улице в Василеостровском районе Санкт-Петербурга получил имя генерала Петра Семёновича Броневицкого.
- В Соловецком посёлке, у бухты Благополучия, есть небольшой музей посвященный Соловецким юнгам. Там есть стенд с фотопортретом, краткой информацией и предметами Петра Семёновича Броневицкого.
- В книге Валентина Пикуля «Мальчики с бантиками» контр-адмирал Броневский имеет прототипом Петра Семёновича Броневицкого.
- Музей Соловецкой школы юнг Северного флота в ГБОУ Школа №1748 «Вертикаль» (корпус 5), также, есть стенд с фотопортретом и краткой информацией.
- В одном из первых в России учебных заведений по подготовке подводников военно-морского флота, 506 Учебном Краснознаменном отряде подводного плавания им.С.М.Кирова, есть несколько стендов с фотографиями бывшего командира и комиссара этого отряда П. С. Броневицкого.